# Unió de la Joventut Revolucionària de Laos
La Unió de la Joventut Revolucionària de Laos (en laosià: ຄົນລາວ ຊາວ ຫນຸ່ມ ປະ ຊາ ຊົນ ປະ ຕິ ວັດ ສະ ຫະ ພັນ) és una organització de masses de Laos, dedicada a mobilitzar als joves d'arreu del país per tal de contribuir al desenvolupament nacional. És la branca jove del Partit Popular Revolucionari de Laos. L'associació té el seu origen l'any 1955 i va ser fundada com l'associació de joves combatents i ara té uns 243.500 membres registrats, amb edats compreses entre els 15 i els 30 anys.
La Unió de la Joventut Revolucionària de Laos posa especial enfasis en els camps de la informació, els mitjans de comunicació, l'entreteniment, l'art i la música. L'organització opera a nivell provincial, municipal, a nivell de districte i de poble, i col·labora amb paises estrangers i organitzacions internacionals en una àmplia gamma d'activitats i de programes.
L'organització té un departament d'impremta i de mitjans electrònics que publica la revista Nok Hien Bin (el petit ocell) i el diari Noum Lao i també desenvolupa programes de televisió i ràdio per als joves.